# Xavier Siméon
Xavier Siméon, född 31 augusti 1989 i Bryssel, är en belgisk roadracingförare som mellan 2010 och 2018 tävlade i världsmästerskapen i Grand Prix Roadracing. Fram till 2017 i Moto2-klassen och säsongen 2018 i MotoGP-klassen.

## Roadracingkarriär
Siméon tävlade till en början i Superstock 600, som hålls i samband med Superbike-VM. Han vann titeln där 2006, och körde sedan i Superstock 1000, där han var nära titeln 2008, men vurpade i det sista racet för säsongen på Portimão, och fick istället se Brendan Roberts ta titeln, medan han själv blev bara fyra. Siméon blev kvar i serien 2009 med Xerox Ducati. Av de tio deltävlingarna vann han fem och blev tvåa i resten. Siméon vann därmed tämligen överlägset titeln.
Från säsongen 2010 deltog Siméon i Grand Prix-racing i Moto2-klassen där han säsongen 2015 vann sin första seger. Den kom i Tysklands Grand Prix på Sachsenring 12 juli 2015. Detta år blev också hans bästa totalt med en sjundeplats i VM-tabellen i Moto2.
Säsongen 2018 fick Siméon en styrning i MotoGP-klassen hos Avintia Racing. Han tog en poäng på hela säsongen och slutade som 27:a i VM. Han fick ej fortsatt kontrakt att köra MotoGP 2019 utan ska istället köra den nya klassen för eldrivna motorcyklar, MotoE. Även här för Avintia.

## Framskjutna placeringar
| Nr | Grand Prix | År   |
| -- | ---------- | ---- |
| 1  | Tyskland   | 2015 |

| Nr | Grand Prix | År   |
| -- | ---------- | ---- |
| 1  | Argentina  | 2014 |
| 2  | Qatar      | 2015 |

| Nr | Grand Prix | År   |
| -- | ---------- | ---- |
| 1  | Frankrike  | 2013 |